# مفاعل الحرارة العالية

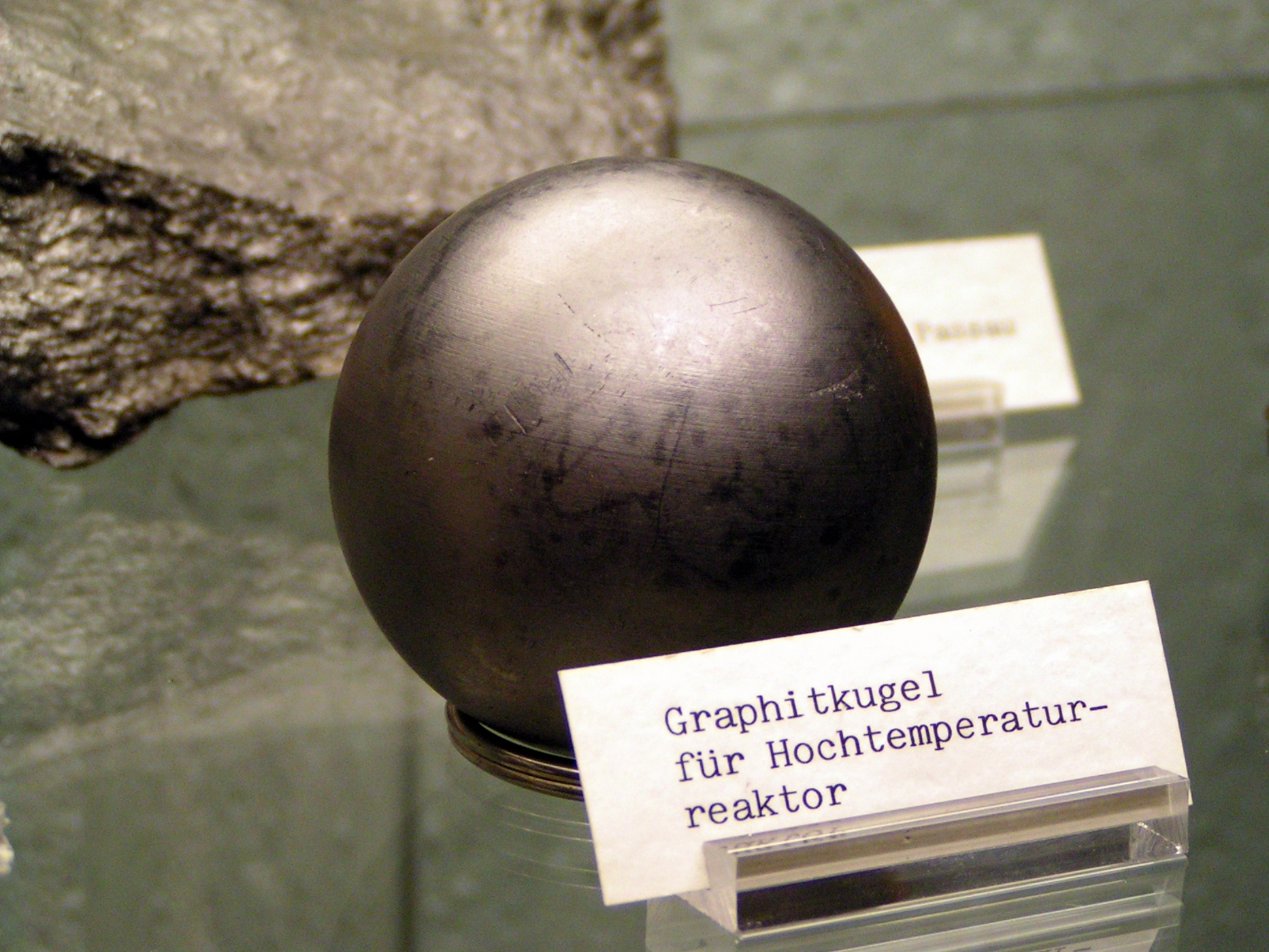
كرة جرافيت كمهديء ، ويوجد في وسطها وقود نووي (الكرة في حجم البرتقالة تقريبا).

مفاعل الحرارة العالية (بالإنجليزية:(HTR) أو High Temperature Reactor ) هو مفاعل نووي يعمل في درجات حرارة عالية جدا بمقارنته بالمفاعلات النووية المعتادة التي تستخدم الماء. يعمل المفاعل في تلك الحرارة العالية عن طريق استخدامه لغاز خامل كمبرد وحامل للحرارة مع قلب للمفاعل من السيراميك بدلا من السبائك المعدنية ؛ والمفاعل يستخدم الجرافيت كمهديء للنيوترونات.
مفاعل الحرارة العالية يسمى أيضا «مفاعل كومة الكرات» Kugelhaufenreaktor بالألمانية.
بنيت عدة مفاعلات من هذا النوع صغيرة للتجربة منذ الستينيات من القرن الماضي وعملت فترات طويلة، إلا أن مسألة التخلص من النفايات المشعة كانت عائقا في البداية. وبينما أجريت محاولات بعد ذلك لتشغيل مفاعلات كبيرة تجريبية في الثمانينيات والتسعينيات إلا أن الشركات الصناعية والمستثمرين لم يهتموا بها لصعوبتها وكثرة نفقاتها.
.

## الغرض من درجة الحرارة العالية
من المرغوب فيه هو درجة حرارة عالية تخرج مع غاز التبريد من المفاعل لأسباب التالية:
- إذا كان المفاعل يستخدم لإنتاج التيار الكهربائي فإن درجة الحرارة العالية الخارجة مع غاز التبريد تكون كفيئة جدا بمقارنتها المفاعلات الأخرى وتكون بالتالي اقتصادية، ذلك لأن تحويل الطاقة الحرارية إلى طاقة ميكانيكية ثم إلى طاقة كهربائية له كفاءة عالية كلما ارتفعت درجة حرارة الغاز .

إلا أن بخار الماء الذي يقوم بتدوير التوربين البخاري بعد اكتساب الماء الحرارة من الغاز الساخن عن طريق مبادل حراري لا تسمح بحرارة للبخار أعلى من نحو 550 درجة مئوية، على الرغم من درجة حرارة الغاز (الدائرة الرئيسية) تصل بين 650 - 700 درجة مئوية. يبين الجدول أسفله أن كفاءة إنتاج الكهرباء الحقيقية لا تعتمد فقط على درجة حرارة غاز التبريد. وعلى الرغم من ذلك فقد أجريت تجارب مبدئية لاستغلال الغاز الساخن مباشرة في إدارة توربين غازي ولكن ذلك لم يطبق في حالة المفعلات النووية بسبب احطياتات السلامة من المواد المشعة. ومن مميزات توربينات الغاز أيضا أن يمكن توصيلها بتوربين بخاري يأتي من بعدها، في تلك الحالة يمكن الوصول إلى كفاءة 60% (انظر محطة قوى بالغاز والبخار) .
- المفاعلات النووية لا تستخدم فقط لإنتاج الكهرباء ولكن يمكن استخدامها أيضا لمد المصانع الكيميائية بالحرارة اللازمة للعمليات الكيميائية. ومن مميزات مفاعل الحرارة العالية أنها يمكن أن تنتج درجات حرارة أعلى من 1000 درجة مئوية، وكانت مفاعلات الحرارة العالية مرغوبة لهذا الغرض. إلا أن إنشاء مصنع كيماويات مع مفاعل الحرارة العالية يزيد من احتمال حدوث حوادث، لهذا تراجعت الصناعة والاستثمارات عنها.

| نوع المفاعل                        | درجة الحرارة الناتجة °C | كفاءة كارنو | الكفاءة الحقيقية          |
| ---------------------------------- | ----------------------- | ----------- | ------------------------- |
| مفاعل الماء المغلي                 | 285                     | 47 %        | 34-35 %                   |
| آر بي إم كي                        | 285                     | 47 %        | 31 %                      |
| مفاعل كاندو                        | 300                     | 48 %        | 31 %                      |
| مفاعل الماء المضغوط                | 320                     | 50 %        | 33-35 % ( Areva EPR %37 ) |
| مفاعل استنسال سريع, مبرد بالصوديوم | 550                     | 64 %        | 39 %                      |
| Advanced Gas-cooled Reactor        | 650                     | 68 %        | 42 %                      |
| مفاعل عالي الحرارة                 | 750                     | 71 %        | 41 %                      |

## التصميم

### المادة المبردة
مفاعلات الحرارة العالية التي عملت حتى الآن كانت تستخدم الغاز النادر الهيليوم. وكان الغرض الأساسي من ذلك هو الوصول إلى درجة حرارة عالية . وكان استخدام الغاز بدلا من استخدام مادة سائلة بغرض تفادي الاستهلاك الميكانيكي والتـآكل في الأجزاء التي يجري فيها الغاز. ففي مفاعل الحرارة العالية، وهو يعمل كـ «كومة كرات» يحدث احتكاك شديد بين الكرات وينشأ منه غبار . ومقارنة الهيليوم بغاز ثاني أكسيد الكربون
(CO2) والذي يستخدم في بعض المفاعلات له فائدة أخرى وهي أنه خواصه الكيميائية لا تتغير ولا يتحلل، وبما أنه الهيليوم-4 فهو لا يكتسب نشاطا إشعاعيا عند تعرضه للإشعاع. ولكن توجد به نسبة قليلة ( 0,00014 % )من الهيليوم-3 وينشأ منه بالإشعاع التريتيوم. علاوة على ذلك فإن الهيليوم النقي ينزع طبقة الصدأ من على الأجزاء المعدنية. ولكن بتزويده بكمية صغيرة من مادة تمنع التآكل، مثل بخار الماء في الهيليوم، يمكن أن نوقف خاصية التآكل. وقد أجريت تجارب على تلك المسألة باستخدام مواد سيراميكية مثل كربيد السليكون، ولكنها لم تؤتي بالنتيجة المرجوة حتى في المختبرات. ويعمل الهيليوم، وهو أحادي الذرة (لا يكوّن جزيئات) ، وهو غاز خفيف ويتخلل المعادن بسهولة، مما يجعل إحكام حصره ليكون في الأنابيب محكم الإغلاق من الأمور الصعبة. المفاعل التجريبي الألماني AVR-Reaktor كان يفقد 1% من الهيليوم الذي يقوم فيه بتبريد المفاعل كل يوم؛ وبالنسبة لمفاعلات جديدة يمكن خفض تلك النسبة إلى 3و0% في اليوم.
كما يوجد للهيليوم خاصية صعبة وهي أن لزوجته ترتفع بارتفاع درجة الحرارة. هذا قد يؤدي إلى عدم تبريد الأجزاء الساخنة تبريدا كافيا حيث يقل فيها مرور المبرد . وربما كان هذا هو السبب في وجود أجزاء ارتفعت درجة الحرارة فيها إلى درجة غير مرغوب فيها في مفاعل AVR (Jülich) .
تجري اختبارات باستخدام تبريد بواسطة أملاح الفلوريد Fluoride Cooled High Temperature Reactor، وتجري تلك التجارب في إطار الجيل الرابع للمفاعلات النووية .

### الوقود النووي
يصنع الوقود النووي في هيئة حبيبات وقود نووي مغطى بطبقة من الجرافيت الناري أو كربيد السيليكون، هذا الطبقة تمنع انطلاق نتائج الانشطار من الانتشار. بهذا يمكن الاستغناء عن الأنابيب المعدنية لتعبئة الوقود النووي ويفيصبح الوقود النووي في هيئة قضبانا. يبلغ قطر الحبيبة أقل قليلا من 1 مليمتر. وطبقة التغطية عليها سمكها أقل من 1و0 مليمتر، ولكن هذا يشكل مشكلة عند تشغيل المفاعل بصفة مستمرة، فلا تستطيع تلك التغطية الرقيقة من منع نتائج الانشطار من التسرب، خصوصا عندما تصل درجة حرارة الحبيبات 800 درجة مئوية. لهذا تغلف تلك الحبيبات ثانيا بطبقة من الجرافيت وتشكل عادة في هيئة كرات في حجم كرة التنس. في نفس الوقت يعمل الجرافيت على تهدئة النيوترونات لكي تتفاعل مع الوقود النووي الذي يحتاج إلى نيوترونات بطيئة .
على وجه العموم لصناعة وحدات الوقود يمكن تشكيل حبيبات الوقود الصغيرة بخلطها بالجرافيت المسحوق و راتنج صناعي. ويمكن تشكيلها على النحو المرغوب لوحدة الوقود، وتكبس وتوضع في فرن في معزل عن الهواء عند درجة حرارة عالية فيتحول الراتنج هو الآخر إلى نوع كثيف من الفحم الحجري، شديد الصلابة. ولكن الجرافيت مسامي (بنسبة 20 %) وهو لا يساعد كثيرا في حجز مشتقات الانشطار، وهي مواد مشعة عالية الإشعاع.
بالنسبة لصناعة وحدات الوقود فهي يمكن أن تشكل في شكلين :
- في بريطانيا واليابان والولايات المتحدة تشكل في هيئة قوالب منشورية،
- وفي ألمانيا تشكل في هيئة كرات في حجم كرة التنس تقريبا، توضع تلك الكرات في كومة كبيرة في خزان المفاعل (ولذلك يسمي المفاعل العالي الحرارة في ألمانيا بمفاعل كومة الكرات) Kugelhaufenreaktor .

تحتوي كرة الوقود النووي (وحدة الوقود) بقطر 6 سنتيمتر على 10.000 إلى 30.000 حبيبة وقود نووي، على حسب التصميم.

### المهديء والمواد البنائية
بواسطة هذا النوع من وحدات الوقود النووي يمكن استغلالها إلى درجات أعلى من الاستنفاذ (معدل استهلاك) عنها بالمقارنة بوحدات الوقود في المفاعلات النووية التي تعمل بالماء مثل مفاعل الماء الخفيف. ويحسن عدم وجود أنبوب معدني يحيط بالوقود النووي من توازن وجود النيوترونات في المفاعل، وهذا لأن امتصاص النيوترونات في الجرافيت أقل من امتصاص مواد معدنية لها. ولكن كرات الوقود المستخدمة حتى الآن ليست مناسبة لمعدلات استهلاك عالية بسبب عدم قدرتها على حجب النواتج الانشطارية إلى حد كبير. فمثلا لا يختلف معدل الاستهلاك في المفاعل التجريبي الصيني 2×250MWth
HTR-PM عن معدلات الاستهلاك في المفاعلات المعتادة، فلم يتحسن استغلال الوقود . كذلك لم يتحقق مفاعل الحرارة العالية أن يعمل كمفاعل استنسال الثوريوم كما كان مخططا أصلا
, أي أنه انتج وقودا نوويا جديدا أقل مما يستهلكه، بينما نجح مفاعل استنسال معتاد في ذلك.
في جميع المفاعلات التجريبة من نوع مفاعل الحرارة العالية تحتوي حبيباته النووية على يورانيوم عالي التخصيب، أي يورانيوم صالح لصناعة الأسلحة النووية مخلوطا مع الثوريوم بنسبة 5:1 إلى 10:1 . عندما تمتص نواة الثوريوم نيوترونا يتبع ذلك تحلل نواة الثوريوم المتكونة بتحلل بيتا وينتج اليورانيوم-233 ( 233U ) القابل للانشطار. بهذا ينشطر اليورانيوم-233 إلى جانب اليورانيوم-235 في المفاعل ويشارك في إنتاج الطاقة؛ وهذا يعادل استنسال وقود نووي، لأن في المفاعلات المعتادة ينتج بلوتونيوم-239 من اليورانيوم-238 ويشارك في إنتاج الطاقة إلى جانب اليورانوم-235.
{\displaystyle \mathrm {^{232}_{\ 90}Th\ +\ _{0}^{1}n\ \longrightarrow \ _{\ 90}^{233}Th\ {\xrightarrow[{22,2\ min}]{\beta ^{-}}}\ _{\ 91}^{233}Pa\ {\xrightarrow[{26,97\ d}]{\beta ^{-}}}\ _{\ 92}^{233}U} }
بعدما ألغت الولايات المتحدة تصدير اليورانيوم عالي التخصيب لمفاعلات الحرارة العالية - في إطار منع انتشار الأسلحة النووية، بقي التطوير يجري بالاعتماد على يورانيوم منخفض التخصيب والثوريوم (تخصيب في حدود 10% يورانيوم-235).

رسم توضيحي لمفاعل كومة الكرات.

الرسم يوضح تصميم مفاعل الحرارة العالية، كرات الوقود النووي يمكن تزويد المفاعل بها من أعلى مع اتقاء الكرات المستهلة من أسفل. وإذا كان الوقود النووي في الكرات لم يستهلك إلى الحد المطلوب، فهي توجه إلى أعلى وتمون كومة المفاعل من جديد. بذلك توجد ميزة إضافية لمفاعل الحرارة العالية وهي أنه لا يحتاج إلى مخزون كبير من وحدات الوقود كما هو الحال مع مفاعلات الماء الخفيف حيث يوجد لديهم في العادة مخزون يكفي لعام كامل . إلا أن هذا مفاعل الحرارة العالية لا يمكن تشغيله مثل مفاعل كاندو ومفاعل RBMK اللذان يمكنهما إنتاج الكهرباء إلى جانب إنتاج البلوتونيوم-239 أو اليورانيوم-233 الصالحان للصناعة أسلحة نووية.
أثناء تشغيل المفاعل التجريبي الألماني AVR كان يحدث ازدحام للكرات عن مخرجها من أسفل الكومة بحيث يتعطل مرورها بين الحين والآخر.
تدل نتائج تجريب المفاعل AVR على أنه يمكن تشغيل المفاعل عند درجة حرارة 750 درجة مئوية فقط وإلا أصدر المفاعل كميات كبيرة من مشتقات الانشطار النووي العالية الإشعاع،  تقارير 2008–2010 . تلك المشتقات المشعة تتخلل الغلاف ذي سمك 1و0 مليمتر لحبيبات الوقود النووي وتخرج إلى الخارج ولا بد من احتجازها بوسائل تقنية إضافية. لهذا فإن الميزات التي كان العلماء والمهندسون يطمحون إليه من وراء هذا النوع من المفاعلات وهو استخلاص الغاز الطبيعي من الفحم أو إنتاج الهيدروجين بواسطة درجة حرارته العالية لم تتحقق لأن درجة الحارة المطلوبة في لتلك الحالتين تبلغ 1000 درجة مئوية ؛ لم تتحقق بالمستوى التقني المتخذ حتى الآن في بناء وتصميم مفاعلات الحرارة العالية الحالية.
هذا ينطبق أيضا على مسألة اتنتاج الكهرباء بواسطة توربين غازي يعمل بغاز الهيليوم ؛ وهذه المسألة تحتاج إلى درجة حرارة للمفاعل نحو 850 درجة مئوية لكي تحقق كفاءة حرارية مناسبة.
بهذا فإن المشروع الألماني لبناء مفاعل حرارة عالية فائقة Very High Temperature Reactor الذي كان مزمع بنائه كواحد من الجيل الرابع للمفاعلات النووية قد تأجل ليس فقط إلى أجل غير مسمى، بل أن ألمانيا قررت توقيف كل ما لديها من مفاعلات نووية لإنتاج الطاقة (قرار اتخذ في عام 2015) بالتدريج حتى عام 2021 ، مع العلم بأن تلك المفاعلات تنتج نحو 1/3 الطاقة الكهربائية المستخدمة في ألمانيا .

## اقرأ أيضا
- مفاعل الماء الخفيف
- مفاعل الماء الثقيل
- مفاعل الماء المغلي
- مفاعل الماء المضغوط
- مفاعل ماجنوكس